# Илья (приток Ужа)
Илья (бел. Ільля, укр. Ілля) — левый приток Ужа, протекающий по Гомельской области Белоруссии и Киевской области Украины. Уклон реки — 0,8 м/км.

## География
Длина — 48 км. Площадь водосборного бассейна — 381 км². У деревни Александровка русло находится на высоте 147,6 м над уровнем моря, у села Лубянка (возле впадения притоки Илья) — 118,2 м, в приустьевом участке — 112,3 м. Долина реки малоразвитая, заболоченная. Ширина долины 2 км. Пойма заболоченная, шириной 400 м. Русло шириной до 5 м.
Река берёт начало южнее деревни Габрилеевка (Наровлянский район, Гомельская область). Река течёт с северо-запада на юго-восток по Наровлянскому району, Полесскому району, Иванковскому району. В Полесском районе пресекает ж/д линию Овруч—Чернигов, восточнее станции Кливины. Впадает в реку Уж севернее исчезнувшего села Бычки (Иванковский район, Киевская область).

## Притоки
- правые: Переварка, Вялча, Рудава
- левые: Марьяновка, Ильча

## Населённые пункты
Населённые пункты на реке (от истока до устья):
На территории Киевской области все сёла исчезнувшие, в связи с аварией на ЧАЭС и находятся в Чернобыльское зоне отчуждения и безусловного отселения.
Гомельская область
1. Габрилеевка
2. Александровка

Киевская область
1. Кливины
2. Старая Рудня
3. Ольшанка
4. Лубянка
5. Рудня-Ильинецкая

## Природа
На севере Полесского района растительность преобладающих в пойме реки лесных болот — доминирующие черноольшаники, иногда с ивами, где травяной ярус представлен тростником и осокой. На прилегающей долине расположены сосново-дубовые, дубовые, дубово-грабовые, сосновые леса. На юге Полесского района и в Иванковском районе пойма не заболоченная и только местами с лесами. Между Рудня-Ильинецкая и устьем идет луговая растительность, где расположена система каналов в пойме реки Уж и приустьевой части её приток. Приустьевая часть частично заболочена.
На территории Полесского района пойма и долина реки находятся под охраной Ильинского заказника.